# The Craigslist Killer
The Craigslist Killer é um filme americano dirigido por Stephen Kay e lançado em 3 de janeiro de 2011 na Lifetime.